# Geng Wenqiang
Geng Wenqiang (耿文强S, Gěng WénqiángP; 11 settembre 1995) è uno skeletonista cinese, primo atleta del suo paese ad aver conquistato un podio e poi una vittoria (anche se a pari merito) in una tappa di Coppa del Mondo.

## Biografia
Iniziò a gareggiare nel 2016 per la squadra nazionale cinese debuttando in Coppa Europa a gennaio del 2016; si classificò quarto nella graduatoria generale della Coppa Intercontinentale nel 2016/17 e fu ottavo ai mondiali juniores di Sankt Moritz 2018. 

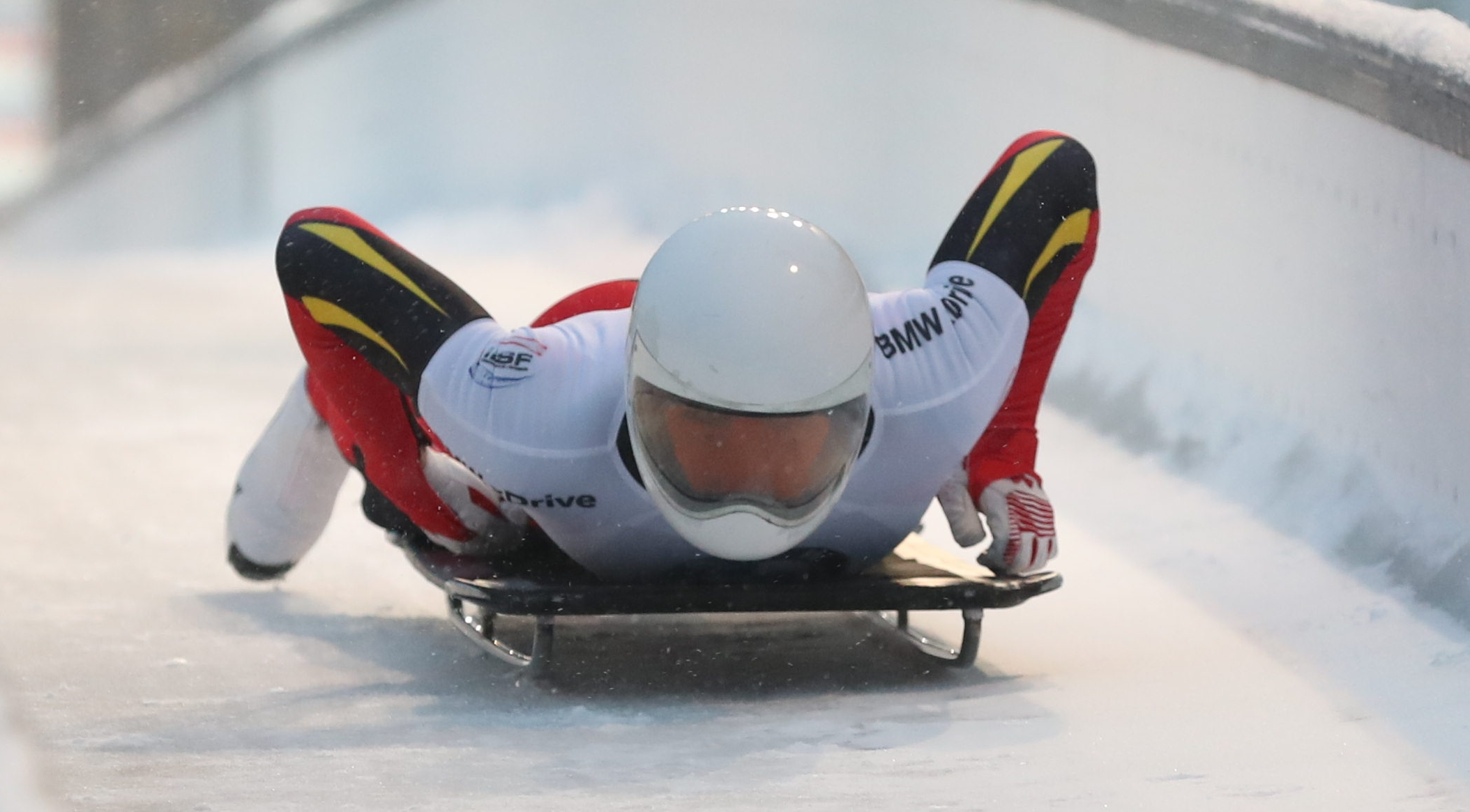
Geng Wenqiang in gara ad Altenberg nel 2019

Debuttò in Coppa del Mondo all'avvio della stagione 2017/18, il 10 gennaio 2017 a Lake Placid dove fu settimo nel singolo; centrò il suo primo podio il 10 gennaio 2020 a La Plagne, piazzandosi al terzo posto nel singolo insieme al sudcoreano Yun Sung-bin, giunto al traguardo con il medesimo tempo, diventando così il primo atleta del suo paese a piazzarsi a podio in una gara di Coppa del Mondo; vinse invece la sua prima corsa il 26 novembre 2021 a Innsbruck, nella seconda gara della stagione 2021/22, tagliando il traguardo con il medesimo tempo fatto segnare dal tedesco Christopher Grotheer e dal britannico Matt Weston. Detiene quale miglior piazzamento in classifica generale l'undicesimo posto, ottenuto nel 2019/20.
Prese parte ai Giochi olimpici invernali di Pyeongchang 2018 dove si piazzò tredicesimo. 
Ha partecipato altresì a tre edizioni dei campionati mondiali. Nel dettaglio i suoi risultati nelle prove iridate sono stati, nel singolo: ventunesimo a Schönau am Königssee 2017, diciassettesimo a Whistler 2019 e ventunesimo ad Altenberg 2020; nella gara a squadre: quindicesimo ad Altenberg 2020.

## Palmarès

### Coppa del Mondo
- Miglior piazzamento in classifica generale nel singolo: 11º nel 2019/20.
- 2 podi (nel singolo):
  - 1 vittoria;
  - 1 terzo posto.

#### Coppa del Mondo - vittorie
| Data             | Luogo     | Paese   | Disciplina |
| ---------------- | --------- | ------- | ---------- |
| 26 novembre 2021 | Innsbruck | Austria | singolo    |

### Circuiti minori

#### Coppa Intercontinentale
- Miglior piazzamento in classifica generale nel singolo: 4º nel 2016/17.

#### Coppa Europa
- Miglior piazzamento in classifica generale nel singolo: 21º nel 2018/19;
- 1 podio (nel singolo):
  - 1 terzo posto.

#### Coppa Nordamericana
- Miglior piazzamento in classifica generale nel singolo: 21º nel 2018/19;
- 2 podi (nel singolo):
  - 2 vittorie.